# European Academic Research Network
EARN (European Academic Research Network) – europejska odnoga sieci BITNET łącząca ośrodki akademickie. Jej polska część o nazwie PLEARN działała w latach 1990–2000.
W 1995 EARN połączył się z RARE, tworząc organizację TERENA.